# حصانة (قانون)

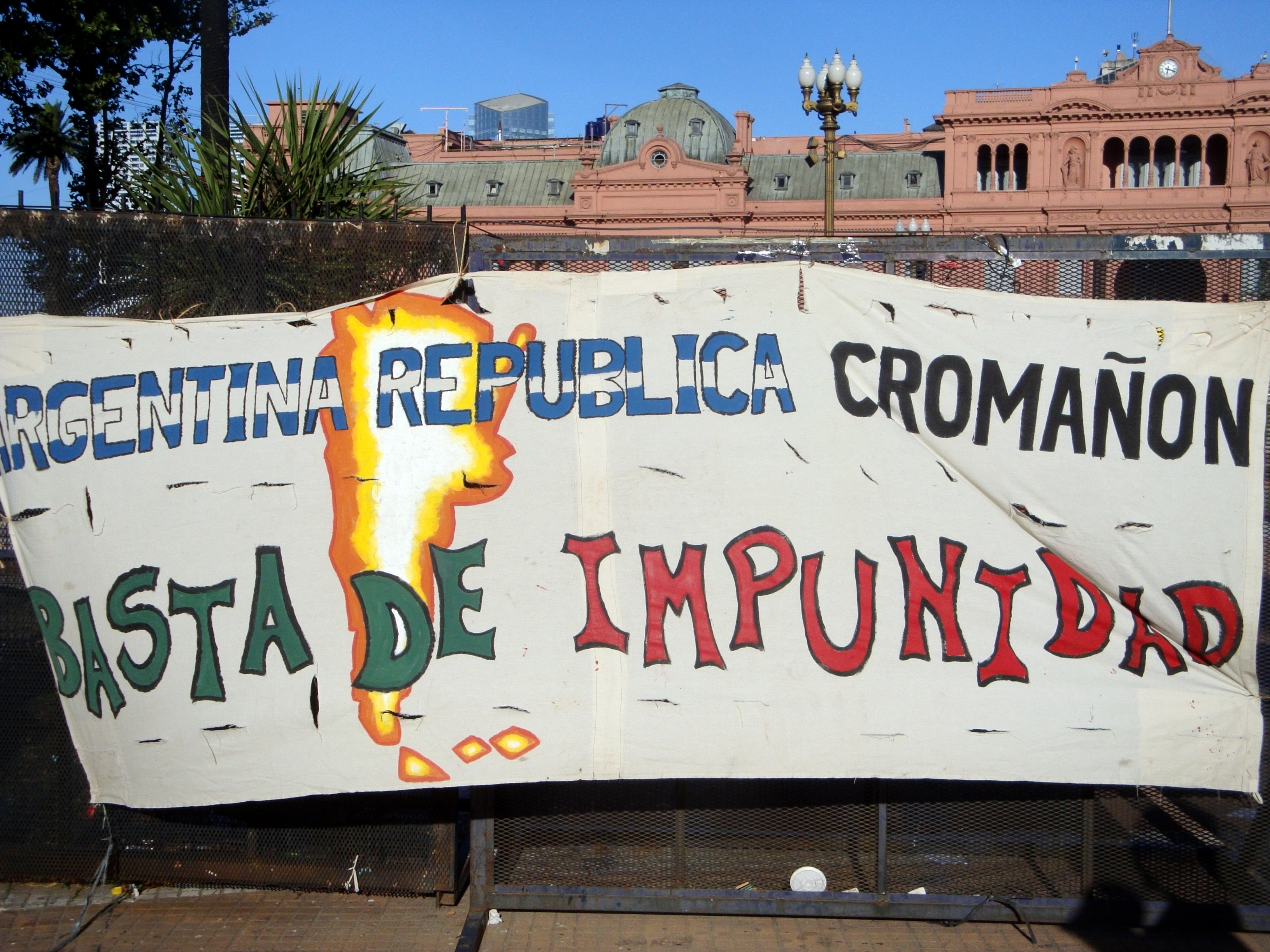

الإعفاء من قصاص أو الحماية من قصاص أو الحصانة وتعني «الإفلات من العقوبة أو الهروب من دفع الغرامات». ويشير هذا المصطلح في القانون الدولي لحقوق الإنسان إلى الإخفاق في محاكمة مرتكبي جرائم انتهاك حقوق الإنسان وهذا في حد ذاته يعد إنكارًا لحقوق الضحية في الحصول على العدالة والإنصاف. وينتشر مفهوم الحصانة في البلاد التي تفتقر إلى تقليد فرض القانون، والتي تعاني من الفساد أو تلك التي لديها نظم تدعم المحسوبية أو حيث تكون السلطة القضائية ضعيفة أو أن يكون أعضاء الأمن القومي محميين عن طريق ولاية قضائية أو حصانات.
وتعرف مجموعة مبادئ حماية وتعزيز حقوق الإنسان من خلال إجراءات مكافحة الحصانة, المعدلة والمقدمة للأمم المتحدة لجنة حقوق الإنسان في 8 فبراير 2005 الحصانة على أنها:
«استحالة، من الناحية الشرعية أو الواقعية, محاسبة مرتكبي الجرائم والانتهاكات - بينما في الدعاوى الجنائية والمدنية والإدارية - حيث إنهم لا يخضعون لأي مساءلة يمكن أن تؤدي إلى اتهامهم أو إلقاء القبض عليهم أو محاكمتهم إو وجد أنهم مذنبون والحكم عليهم بالعقوبة المناسبة ودفع تعويضات لضحاياهم.»
وينص المبدأ الأول من هذه الوثيقة على:
«تنشأ الحصانة عند إخفاق الدول في تحقيق التزاماتها بالتحقيق في الانتهاكات القانونية واتخاذ الإجراءات المناسبة فيما يتعلق بمرتكبي الجرائم، خاصة في مجال العدالة، عن طريق ضمان أن من يتحملون المسئولية الجنائية يتم ملاحقتهم جنائيًا ومحاكمتهم وتوقيع العقوبة المناسبة عليهم وتزويد الضحايا بالإجراءات القانونية الفعالة لضمان حصولهم على تعويضات مقابل الإصابات التي لحقت بهم وضمان عدم مصادرة حقهم في معرفة حقيقة الانتهاكات واتخاذ الإجراءات الأخرى المناسبة لمنع تكرار هذه الانتهاكات.»
وعادة ما تنشأ لجان تقصي الحقائق والمصالحة في الدول التي انبعثت بعد فترات من انتهاكات حقوق الإنسان – الانقلابات وديكتاتورية عسكرية والحروب الأهلية إلخ؛ من أجل إلقاء الضوء على أحداث الماضي، بينما يمكن أن تساعد هذه الآليات في إقامة دعاوى قضائية نهائية للجرائم ومعاقبة المذنبين، وغالبًا ما كان يتم انتقادهم بسبب تحصين مرتكبي الجرائم عن طريق تمكين منتهكي القانون بالسعي لطلب الحماية من خلال قوانين العفو التي تم تبينها في نفس الوقت.
الهدف الأساسي من اللائحة الداخلية للمحكمة الجنائية الدولية، التي تم اعتمادها في 1 يوليو 2002 هو «إنهاء الحصانة المعطاة لمرتكبي الجرائم» [...] «الجرائم الخطيرة التي تتعلق بالمجتمع الدولي كله».